# Siuntio vasútállomás
Siuntio vasútállomás Finnországban, Siuntio településen található.

## Vasútvonalak
Az állomást az alábbi vasútvonalak érintik:
- Helsinki–Turku-vasútvonal

## Kapcsolódó állomások
A vasútállomáshoz az alábbi állomások vannak a legközelebb:
- Kirkkonummi vasútállomás (Helsinki Central, Y Helsinki - Siuntio, X Helsinki - Siuntio)
- Inga vasútállomás